# Горбунов, Валентин Павлович
Валенти́н Па́влович Горбуно́в (28 июля 1953, Москва — 29 марта 2020, там же) — председатель Московской городской избирательной комиссии (Мосгоризбирком, МГИК) в 1995—2020 годах, кандидат юридических наук. Заслуженный юрист Российской Федерации (2008).

## Биография
Впервые начал заниматься организацией и проведением выборов с конца 1970-х годов. в качестве члена различных избирательных комиссий; работал сотрудником аппарата ЦИК СССР, занимался выборами от общественных организаций на первый съезд народных депутатов СССР. Работает в Мосгоризбиркоме с 1993 года. Председатель комиссии с 1995 года, переизбирался в 1999, 2003, 2007, 2011 и 2016 годах.

### Выборы в Московскую городскую думу (2019)
Во время кампании по выборам в Московскую городскую думу 2019 года обвинялся независимыми кандидатами в недопущении их к регистрации на выборах: большое число подписей за кандидатов признаны недействительными (неподлинными). Недействительными были признаны даже подписи известных людей, например одного из авторов Конституции РФ Виктора Шейниса и известного юриста Елены Лукьяновой, о чём они сообщили сами.
В ответ на требование кандидатов разобраться в ситуации Горбунов предложил беседовать с ними поодиночке без доступа прессы, однако кандидаты от кулуарных бесед отказались. Кандидат Илья Яшин вошел в кабинет Горбунова и попытался договориться с ним об открытой встрече, но, пишет Яшин, «Горбунов ответил, что его не интересуют наши „хотелки“. Либо будет принимать по одному, либо вообще не получится разговора…».
Скончался 29 марта 2020 года. Похоронен на Митинском кладбище.

## Критика

### Расследование ФБК
18 июня 2019 года на YouTube-канале «Навальный LIVE» появился фильм-расследование, в котором сотрудники Фонда борьбы с коррупцией обвинили главу МГИКа, Валентина Горбунова, в факте незаконного обогащения.
В 2014 году сотрудники ФБК через торговый онлайн реестр нашли фирму в Хорватии, принадлежащую Горбуновым. Было определено, что на данное юридическое лицо оформлена неизвестная недвижимость стоимостью 420 000 долларов. Факт наличия недвижимости доказывает выписка на организацию, также в ней указаны личные данные и подпись владельца. В выписке прямо указывается, что в собственности фирмы находится неизвестный объект стоимостью 330 000 евро. Вскоре выяснилось, что фирме Горбунова принадлежат двух- и пятикомнатная квартиры суммарной площадью почти 200 м² в городе Ика рядом с Адриатическим морем. Помимо этого, в видеоролике также было упомянуто о наличии у Горбунова участка в деревне Малое Саврасово (Московская область), площадью 6 600 м² и жилого дома — 900 м². На участке имеется бассейн и двухэтажный гараж. Сотрудники ФБК оценивают стоимость участка в 60 млн рублей.
Ситуация вокруг расследования получила освещение и в интернет-изданиях. Так, например, издание «Meduza» рассказало на своем портале о наличии у главы МГИКа зарубежной недвижимости. Сам Горбунов никаких комментариев не давал. Расследование ФБК вызвало дополнительный общественный резонанс, вследствие чего на акциях протеста в Москве митингующие скандировали лозунги с требованием объяснений от главы МГИКа.

## Награды
Валентин Горбунов награждён орденом Почёта (1997) и имел звание «Заслуженный юрист Российской Федерации» (2008).